# Medway (Empresa)
MEDWAY Transporte & Logística és una operadora ferroviària portuguesa propietat de l'empresa suïssa MSC especialitzada en el transport de mercaderies que opera a la península ibèrica.

## Història
Abans denominada CP Carga S.A., era la filial de mercaderies de Comboios de Portugal. En 2015 fou adquirida per MSC Rail, una subsidiaria de Mediterranean Shipping Company, passant la naviliera a ser la nova propietària de la principal empresa operadora de mercaderies ferroviàries en territori lus. En gener de 2016 culmina el procés d'adquisició i des de llavors en depèn per complet de  MSC, canviant de denominació novembre de 2016 a MEDWAY.

## Flota
La flota de MEDWAY es compon principalment de locomotores i vagons ex-CP Carga. El 2017 inverteix en noves locomotores  dièsel Vossloh / Stadler Euro 4000 i en lloga vuit a Renfe per satisfer el mercat espanyol en el qual opera des de l'inici de 2018.
| Sèrie      | Imatge   | Tipus             | Velocitat màxima | Unitats | Data de Construcció | Notes |
| ---------- | -------- | ----------------- | ---------------- | ------- | ------------------- | --- |
| 256 (6000) |          | Elèctrica         | 120km/h          | 5       | 2022                | 16 encomanadesAmple ibèric i ample internacional                                                                                |
| 5600       |          | Elèctrica         | 220 km/h         | 9       | 1993-1994           | 5621 a 5630(excepte 5624) Ample ibèric.                                                                                         |
| 335 (5000) |          | Dièsel            | 120 km/h         | 5       | 2016-2017           | 335-007 (sols Espanya), 335-033 (5033 Matilde), 335-034 (5034 Adriana), 335-035 (5035 Sara), 335-036 (5036 Marina)Ample ibèric. |
| 4700       | esquerda | Elèctrica         | 140 km/h         | 25      | 2007-2009           | 4701 a 4725Ample ibèric. |
| 333        |          | Dièsel- Elèctrica | 120 km/h         | 4       | 2000-2005           | Locomotores llogades a Renfe |
| 269        |          | Elèctrica         | 160 km/h         | 4       |                     | Locomotores llogades a RenfeAmple ibèric. Sols operen a Espanya.                                                                |
| 1960       |          | Dièsel            | 120 km/h         | 2       | 1979                | 1962 e 1964 |
| 1930       |          | Dièsel            | 120 km/h         | 0       | 1981                | Sèrie 1930 retirada de servei.Ample ibèric.                                                                                     |
| 1900       |          | Dièsel            | 100 km/h         | 4       | 1981                | 1903 (Eva), 1905, 1907 e 1909.Ample ibèric.                                                                                     |
| 1400       |          | Dièsel            | 105 km/h         | 15      | 1967-1969           | 1404, 1412, 1422, 1428, 1431, 1435, 1437, 1444, 1446, 1450, 1456, 1462, 1463, 1465 e 1466Ample ibèric.                          |